# セランゴールFC
セランゴールFC（英: Selangor Football Club、マレー語: Kelab Bolasepak Selangor、略称SFC）は、マレーシア・セランゴール州シャー・アラムを本拠とするサッカークラブである。マレーシア・スーパーリーグに所属する。以前はFAセランゴール (英: Football Association of Selangor, マレー語: Persatuan Bolasepak Selangor) 、すなわちセランゴール州サッカー協会のクラブであった。

## 概要
セランゴール州サッカー協会所属のクラブとしては以前より存在していたが、現在のクラブの形になったのは1936年。
歴史あるマレーシアカップでは国内最多の32回の優勝や、AFCチャンピオンズリーグの前身である、アジアクラブ選手権では1967年の第1回大会で準優勝するなど国内外屈指の強豪クラブ。
2009年にはスーパーリーグ、チャリティーシールド、FAカップの三冠を達成。2010年にもスーパーリーグとチャリティーシールドの二冠を達成している。
2020年10月2日、クラブがセランゴール州サッカー協会から切り離されて民営化されることが承認された。セランゴールFC運営会社のRed Giants FC Sdn Bhdにはセランゴール州皇太子Tengku Amir Shah、セランゴール州開発公社 (PKNS)、セランゴール州政府の投資会社 (MBI)、セランゴール州サッカー協会がそれぞれ出資する形となる。併せてPKNSが保有していたPKNS FCを吸収合併してリザーブチーム化している。

## 獲得タイトル

### 国内タイトル
- マレーシアスーパーリーグ：7回 (前身であるマレーシアサッカーリーグ時代も含む)
  - 1980, 1984, 1989, 1990, 2000, 2009, 2010
- マレーシアカップ：33回
  - 1922, 1927, 1928, 1929, 1935, 1936, 1938, 1949, 1956, 1959
1961, 1962, 1963, 1966, 1968, 1969, 1971, 1972, 1973, 1975
1976, 1978, 1979, 1981, 1982, 1984, 1986, 1995, 1996, 1997
2002, 2005, 2015
- マレーシアFAカップ：5回
  - 1991, 1997, 2001, 2005, 2009
- マレーシア・チャリティーシールド：8回
  - 1985, 1987, 1990, 1996, 1997, 2002, 2009, 2010

### 国際タイトル
- アジアクラブ選手権：準優勝1回
  - 1967

## 現所属メンバー
2016年3月10日現在
注：選手の国籍表記はFIFAの定めた代表資格ルールに基づく。
| No. | Pos. |                | 選手名                               |
| --- | ---- | -------------- | ------------------------------------ |
| 1   | GK   | マレーシア     | カイルル・アズハン・カリド           |
| 2   | DF   | オーストラリア | ロバート・コーンスウェイト           |
| 3   | DF   | マレーシア     | モハマド・アズミ・ムスリム           |
| 4   | FW   | リベリア       | パトリック・ウレー                   |
| 5   | DF   | マレーシア     | シャーロム・カラム()                 |
| 7   | MF   | インドネシア   | アンディク・ベルマンサ               |
| 8   | MF   | マレーシア     | サイフル・リドゥワン・スラマ         |
| 9   | FW   | マレーシア     | アダム・ノル・アズリン               |
| 10  | MF   | マレーシア     | ナズミ・ファイズ                     |
| 11  | FW   | マレーシア     | アハマド・ハズワン・バクリ           |
| 12  | DF   | マレーシア     | モハマド・ブンヤミン・ウマル         |
| 13  | DF   | マレーシア     | モハマド・ラズマン・ロスラン(副主将) |

| No. | Pos. |              | 選手名                             |
| --- | ---- | ------------ | ---------------------------------- |
| 14  | FW   | マレーシア   | アブドゥル・ハジ・ヤハヤ           |
| 15  | DF   | マレーシア   | モハマド・ライミ・モハマド・ノル   |
| 16  | FW   | アルゼンチン | マウロ・オリヴィ                   |
| 17  | DF   | マレーシア   | リザル・ファーミ・ロシド           |
| 19  | DF   | マレーシア   | スブラマニアム・ソーリャパラド     |
| 20  | DF   | マレーシア   | モハマド・アズリフ・ナスルルハク   |
| 21  | MF   | マレーシア   | モハマド・ハーフィズ・カマル       |
| 22  | GK   | マレーシア   | ノラズラン・ラザリ                 |
| 23  | MF   | マレーシア   | ヴェーノド・スブラマニアム         |
| 24  | MF   | マレーシア   | フィトゥリ・シャズワン・レドゥワン |
| 25  | MF   | マレーシア   | ゴピナタン・ラマチャンドラ         |
| 30  | GK   | マレーシア   | ザリフ・イルファン・ハシムディン   |

Source:

## 歴代所属選手
- ソ・チン・アン 1970–1980
- モクタル・ダハリ 1972-1987
- トニー・コッティ（英語版） 1996-1997
- モハマド・アムリ・ヤヒヤ 2001-2013, 2017-
- エリー・アイボーイ（英語版） 2005-2007
- バンバン・パムンカス 2005-2007
- モハド・アミルル・ハジ・ザイナル（英語版） 2006-2012
- ペリツァ・オグニェノヴィッチ 2006 (ワールドカップフランス大会出場)
- アスラルディン・プトラ・オマール 2007-2013
- モハマド・サフィク・ラヒム 2007-2008, 2009-2012
- アジダン・サルディン（英語版） 2011-2012
- ラメズ・ダユブ 2012-2013
- ボシュコ・バラバン 2012 (ワールドカップ日韓大会、ドイツ大会出場)
- パウロ・ランゲル・ド・ナシメント・ゴメス 2013-2014
- ピチャ・ウトラ（英語版） 2025-